# هيتوشي موراياما
هيتوشي موراياما (باليابانية: 村山斉؛ بالكانا: むらやま ひとし) هو فيزيائي ياباني، ولد في 21 مارس 1964 في طوكيو في اليابان.

## وصلات خارجية
- الموقع الرسمي